# 2014년 FIFA 월드컵 결승전
2014년 FIFA 월드컵 결승전(포르투갈어: Final da Copa do Mundo FIFA de 2014)은 2014년 FIFA 월드컵의 우승 팀을 가리는 축구 경기로, 2014년 7월 13일에 브라질 리우데자네이루 이스타지우 두 마라카낭에서 2014년 FIFA 월드컵의 우승국을 가리기 위해 열렸다. 독일은 마리오 괴체가 안드레 쉬를레의 좌측 크로스를 가슴으로 받아내어 왼발로 높은 발리슛을 골로 마무리함으로써 아르헨티나와 연장 접전 끝에 1-0으로 신승하였다. 이 경기는 두 팀간의 세 번째 결승전 만남으로, 이미 1986년과 1990년 결승전에서 두 번 맞붙은 이래 또다시 재회하여 월드컵 역사상 가장 많이 반복된 결승전 매치업으로 기록되었고, 세계 최고의 선수 (리오넬 메시) 와 세계 최강의 국가 (독일) 간의 대결로 언론이 구도를 몰았다.
독일은 7차례 (1954년부터 1990년까지 서독이라는 국명으로 6차례) 월드컵 결승전에 진출하였고, 3차례 (1954년, 1974년, 그리고 1990년) 우승하였으며, 4차례 (1966년, 1982년, 1986년, 그리고 2002년) 준우승을 거두었다. 반면 아르헨티나는 4차례 대회 결승전에 진출하였고, 2차례 (1978년과 1986년) 우승하였고, 2차례 (1930년과 1990년) 준우승을 거두었다.
독일은 이번 대회에서 4번째 월드컵 우승을 차지함에 따라, 독일은 재통일 이후 처음으로 우승하였고, 아메리카 대륙에서 개최한 월드컵을 우승한 첫 유럽팀이 되었다. 또한, 월드컵 대회 사상 최초로 세 차례의 월드컵 우승팀이 같은 대륙에서 나오게 되었으며, 이는 전례 없는 일이다. 독일은 2006년의 이탈리아와 2010년 스페인에 이어 정상에 올랐고, 월드컵 우승 횟수도 이탈리아와 동률을 이루게 되었다. 또한 이번 결승전은 3대회 연속으로 정규 시간 90분안에 승부를 가리지 못한 경기였다. 이 대회 우승으로 독일은 2017년 FIFA 컨페더레이션스컵 출전 자격을 획득하였다.
우승한 독일 선수단의 미로슬라프 클로제는 승리한 브라질과의 준결승전에서 이 경기의 두 번째 골이자 자신의 16호골을 넣어 15골의 기록을 보유한 브라질의 호나우두를 제치고 월드컵 역대 최다 득점자로 기록되었으며, 프란츠 베켄바워, 제프 마이어, 그리고 볼프강 오베라트 (3명 모두 1966년부터 1974년 대회에 참가) 등의 독일 국가대표팀 선배들과 함께 월드컵에서 우승, 준우승, 3위를 모두 경험 (2006년과 2010년에 3위, 2002년에 준우승, 그리고 2014년에 우승) 해본 몇 안되는 선수가 되었다.

## 배경
양국은 20번의 맞대결을 펼쳤고, 9번은 아르헨티나가 이겼고, 6번은 독일이 승리를 챙겼으며, 5경기는 무승부로 끝났다. 이 맞대결에서 양국은 도합 28골을 득점하였다. 6번의 경기는 FIFA 월드컵 경기이며, 2번은 이 대회의 결승전 경기였다. 2014년 결승전은 7번째 FIFA 월드컵 맞대결로, 양국간 맞대결 횟수로 (브라질 vs 스웨덴, 독일 vs 유고슬라비아) 에 이어 최다 맞대결 횟수를 기록했다.
| FIFA 월드컵 역대 맞대결 목록 |
| --- |
| - 1958년 FIFA 월드컵 1조, 서독이 아르헨티나에 3–1로 승리. - 1966년 FIFA 월드컵 2조, 서독과 아르헨티나가 0–0으로 비김. - 1986년 FIFA 월드컵 결승전, 아르헨티나가 서독을 3-2로 이기고 두번째이자 가장 최근의 우승을 거둠. - 1990년 FIFA 월드컵 결승전, 서독이 아르헨티나를 1-0으로 이기고 세번째 우승을 거둠. 독일이 서독으로서 거둔 마지막 우승이자 2014년 결승전 이전까지의 가장 최근에 거둔 우승. - 2006년 FIFA 월드컵 8강전, 독일이 아르헨티나와 연장 접전 끝에 1-1로 비기고, 승부차기에서 4-2로 승리. - 2010년 FIFA 월드컵 8강전, 독일이 아르헨티나를 4-0으로 승리. |

1966년 FIFA 월드컵 조별 리그에서는 아르헨티나와 서독이 0-0으로 비겼다. FIFA는 아르헨티나가 독일을 상대로 폭력적인 경기 운영으로 지적을 받았는데, 당시 아르헨티나의 라파엘 알브레치트가 퇴장당해 다음 경기에 출전하지 못했다.
1990년 FIFA 월드컵 결승전에는 서독이 1-0으로 이기는 과정에서 두명의 아르헨티나 선수가 퇴장당했고, 결승골은 논란의 페널티킥 골이었다.
2006년 대회 8강전은 독일이 경기를 연장 접전 끝에 1-1로 끝낸 후 승부차기에서 4-2로 이겼지만, 경기 후 아르헨티나 선수들이 패싸움을 벌여, 두명의 아르헨티나 선수와 한명의 독일 선수가 징계를 받았다.
가장 최근에 벌어진 맞대결은 2012년 8월 15일에 프랑크푸르트 암 마인의 발트슈타디온에서 벌어진 친선전으로, 아르헨티나가 3-1로 이겼다. 대회 전, 2014년 9월 4일에 친선전을 벌일 것으로 계획을 받았고, FIFA 월드컵 종료 후 양국이 치를 첫 경기가 되었다. 이때 아르헨티나가 4-2로 이겼다.

### 맞대결에 다시 참가하는 선수들
2014년 FIFA 월드컵 엔트리에 이름을 올린 선수들 중 다음의 선수들이 2006년과 2010년 맞대결 당시 포함되었었다:
| 맞대결에 참가한 양국 선수들 목록 | 맞대결에 참가한 양국 선수들 목록 |
| -------------------------------- | --- |
| 2006년 맞대결                    | - 독일: 미로슬라프 클로제, 필리프 람, 페어 메어테자커, 루카스 포돌스키, 그리고 바스티안 슈바인슈타이거; - 아르헨티나: 하비에르 마스체라노와 막시 로드리게스 (리오넬 메시와 로드리고 팔라시오는 결장한 교체 요원이었다) |
| 2010년 맞대결                    | - 독일: 마누엘 노이어, 제롬 보아텡, 사미 케디라, 미로슬라프 클로제, 토니 크로스, (교체 요원) 필리프 람, 페어 메르테자커, 토마스 뮐러, 메수트 외질, 루카스 포돌스키, 그리고 바스티안 슈바인슈타이거 - 아르헨티나: 세르히오 로메로, 세르히오 아구에로, (교체 요원) 마르틴 데미첼리스, 앙헬 디 마리아, 곤살로 이과인, 하비에르 마스체라노, 리오넬 메시, 그리고 막시 로드리게스 (마리아노 안두하르는 결장한 교체 요원이었다) |

클로제는 2006년 맞대결에서 1골, 2010년 맞대결에서 2골을 넣었고, 뮐러도 2010년 맞대결에서 선제골을 기록했다. 독일의 요아힘 뢰프 감독은 2006년에 수석코치였고, 2010년에는 감독을 맡았다.

## 결승전까지의 경기
| 팀       | 전 | 승 | 무 | 패 | 득 | 실 | 차 | 점 |
| -------- | -- | -- | -- | -- | -- | -- | -- | -- |
| 독일     | 3  | 2  | 1  | 0  | 7  | 2  | +5 | 7  |
| 미국     | 3  | 1  | 1  | 1  | 4  | 4  | 0  | 4  |
| 포르투갈 | 3  | 1  | 1  | 1  | 4  | 7  | −3 | 4  |
| 가나     | 3  | 0  | 1  | 2  | 4  | 6  | −2 | 1  |

| 팀                    | 전 | 승 | 무 | 패 | 득 | 실 | 차 | 점 |
| --------------------- | -- | -- | -- | -- | -- | -- | -- | -- |
| 아르헨티나            | 3  | 3  | 0  | 0  | 6  | 3  | +3 | 9  |
| 나이지리아            | 3  | 1  | 1  | 1  | 3  | 3  | 0  | 4  |
| 보스니아 헤르체고비나 | 3  | 1  | 0  | 2  | 4  | 4  | 0  | 3  |
| 이란                  | 3  | 0  | 1  | 2  | 1  | 4  | –3 | 1  |

## 공인구
2014년 FIFA 월드컵 결승전에 사용될 공인구는 아디다스 브라주카의 변형판인 아디다스 브라주카 피날 히우 (Adidas Brazuca Final Rio) 로 2014년 5월 29일에 처음으로 공개되었다. 기술적으로 원형 공인구와 동일하지만, 외관상으로는 조별 리그와 앞의 결선 토너먼트 경기에서 쓰인 브라주카와는 다른데, 표면이 녹색, 금색, 그리고 흑색으로 되어 있었다. 아디다스 브라주카 피날 히우는 팀가이스트 베를린 (2006) 과 조'블라니 (2010) 에 이어 FIFA 월드컵 결승전 전용으로 쓰인 세번째 공인구이다.

## 심판진
이탈리아 대표의 니콜라 리촐리가 결승전을 중재할 주심으로 선정되었고, 그와 동행하던 안드레아 스테파니와 레나토 파베라니가 부심을 맡았고, 에콰도르 대표의 카를로스 베라와 크리스티안 레스카노가 각각 대기심과 후보 대기심으로 선정되었다. 앞서 2014년 FIFA 월드컵 기간동안, 리촐리는 조별 리그의 스페인-네덜란드전과 나이지리아-아르헨티나전을, 8강전에서 아르헨티나-벨기에전을 주관했었다. 그는 2010 UEFA 유로파리그 결승전과 2013 UEFA 챔피언스리그 결승전에서 호루라기를 잡기도 했다. 그는 FIFA 클럽 월드컵 2011, UEFA 유로 2012, 그리고 2013년 FIFA U-20 월드컵에도 참가한 경력이 있다. 그는 1978년의 세르조 고넬라와 2002년의 피에를루이지 콜리나에 이어 FIFA 월드컵 결승전을 주관할 3번째 이탈리아인 주심이 되었다.

## 경기

### 요약

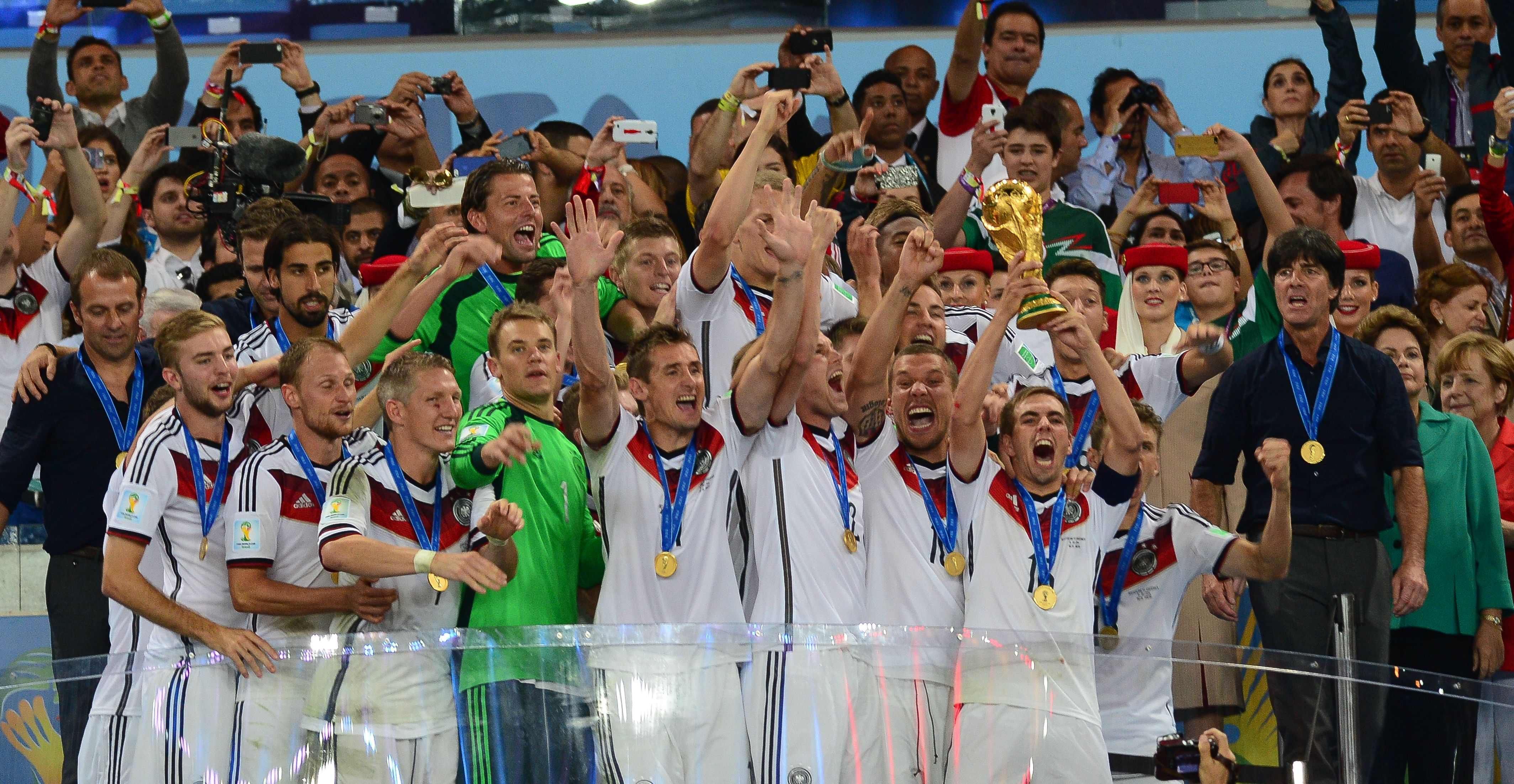
FIFA 월드컵 트로피를 들어올리는 독일의 주장 필리프 람

양국은 준결승전에 선발로 내세운 선수를 그대로 보낼 계획이었으나, 독일은 미드필더 사미 케디라를 종아리 부상으로 잃었다. 그의 자리는 크리스토프 크라머로 대신하게 되었지만, 그도 에세키엘 가라이와 페널티 구역에서 충돌했지만, 본래 경기를 속개하려 했다. 몇분 후, 그는 뇌진탕으로 안드레 쉬를레와 전반에 교체되어 나갔다.
전반전에 곤살로 이과인은 토니 크로스가 머리로 잘못 건낸 공을 가로채 쏘았지만 크게 벗어났다. 몇분 후, 그는 우측에서 건낸 에세키엘 라베시의 크로스를 건드려 오프사이드로 골이 취소되었다. 후반전 개시 후, 리오넬 메시는 좋은 기회를 날렸는데, 잘 찔러넣은 패스를 독일 진영에서 받았지만, 독일 골대에서 크게 빗나가게 쏘았다. 연장전에는 로드리고 팔라시오가 마츠 후멜스의 실수로 받은 크로스를 마누엘 노이어의 키를 넘기도록 발등으로 차 넘겼지만, 골망을 가르진 못했다. 독일은 베네딕트 회베데스가 코너킥을 머리로 연결했지만 골대를 강타했다.
독일의 마리오 괴체는 연장전 결승골의 주인공으로 그는 113분에 좌측 측면으로 끌고간 공을 마리오 괴체에게 보냈고, 그는 가슴으로 공을 받아 공이 지면에 닿기 전에 차서 로메로를 넘기는 결승골을 집어넣었다. 그는 FIFA 월드컵 결승전에서 결승골을 기록한 최초의 교체 선수였고, 1966년 독일의 볼프강 베버 이래 FIFA 월드컵 결승전에서 득점을 기록한 최연소 선수 (둘 다 22세) 이기도 했다. 괴체의 골이 터지기 전에도 독일은 여러 차례 득점 기회를 잡았는데, 전반 종료 직전 베네딕트 회베데스가 머리로 넣으려 했지만 아르헨티나 골대를 강타했다. 쉬를레는 연장전 시작과 함께 괴체로부터 패스를 받아 근거리에서 득점을 시도했지만 아르헨티나의 세르히오 로메로 골키퍼 가슴에 안기기만 했다. 토마스 뮐러도 수비수 두명을 돌파해 독일의 점수차를 늘릴 기회를 잡았지만, 그의 슛도 크게 빗나갔다.
연장전 막판, 메시는 득점이 가능한 거리에서 프리킥을 차 동점골을 넣을 기회를 잡았지만, 이것은 골대 위쪽으로 날아갔다.

### 상세 정보
| 독일      | 1 – 0 (연장전) | 아르헨티나 |
| --------- | -------------- | ---------- |
| 괴체 113′ | 리포트         |            |

| 독일 | 아르헨티나 |

| GK          | 1  | 마누엘 노이어           |     |      |
| RB          | 16 | 필리프 람 (주장)        |     |      |
| CB          | 20 | 제롬 보아텡             |     |      |
| CB          | 5  | 마츠 후멜스             |     |      |
| LB          | 4  | 베네딕트 회베데스       | 34′ |      |
| CM          | 23 | 크리스토프 크라머       |     | 31′  |
| CM          | 7  | 바스티안 슈바인슈타이거 | 29′ |      |
| RW          | 13 | 토마스 뮐러             |     |      |
| AM          | 18 | 토니 크로스             |     |      |
| LW          | 8  | 메수트 외질             |     | 120′ |
| CF          | 11 | 미로슬라프 클로제       |     | 88′  |
| 교체 선수:  |    |                         |     |      |
| FW          | 9  | 안드레 쉬를레           |     | 31′  |
| MF          | 19 | 마리오 괴체             |     | 88′  |
| DF          | 17 | 페어 메르테자커         |     | 120′ |
| 감독:       |    |                         |     |      |
| 요아힘 뢰프 |    |                         |     |      |

| GK                | 1  | 세르히오 로메로     |     |     |
| RB                | 4  | 파블로 사발레타     |     |     |
| CB                | 15 | 마르틴 데미첼리스   |     |     |
| CB                | 2  | 에세키엘 가라이     |     |     |
| LB                | 16 | 마르코스 로호       |     |     |
| CM                | 14 | 하비에르 마스체라노 | 64′ |     |
| CM                | 6  | 루카스 비글리아     |     |     |
| RW                | 8  | 엔소 페레스         |     | 86′ |
| LW                | 22 | 에세키엘 라베시     |     | 46′ |
| SS                | 10 | 리오넬 메시 (주장)  |     |     |
| CF                | 9  | 곤살로 이과인       |     | 78′ |
| 교체 선수:        |    |                     |     |     |
| FW                | 20 | 세르히오 아궤로     | 65′ | 46′ |
| FW                | 18 | 로드리고 팔라시오   |     | 78′ |
| MF                | 5  | 페르난도 가고       |     | 86′ |
| 감독:             |    |                     |     |     |
| 알레한드로 사벨라 |    |                     |     |     |

| 최우수 선수: 마리오 괴체 (독일) 부심: 안드레아 스테파니 (이탈리아) 레나토 파베라니 (이탈리아) 대기심: 카를로스 베라 (에콰도르) 후보 대기심: 크리스티안 레스카노 (에콰도르) | 경기 규정: - 90분 - 필요시 연장전 30분 - 연장전 후에도 동점시 승부차기 - 교체 선수 12명 등록 - 최대 3명 교체 가능 |

### 통계
| 전체       | 독일 | 아르헨티나 |
| ---------- | ---- | ---------- |
| 득점       | 1    | 0          |
| 슛         | 10   | 10         |
| 유효슛     | 7    | 2          |
| 점유율     | 60%  | 40%        |
| 코너킥     | 5    | 3          |
| 반칙       | 20   | 16         |
| 오프사이드 | 3    | 2          |
| 선방       | 2    | 6          |
| 경고       | 2    | 2          |
| 퇴장       | 0    | 0          |

## 현지 반응
아르헨티나와 브라질은 축구계에서 앙숙 관계인 것을 짐작할 수 있듯이, 브라질 관중들은 앞서 준결승전에서 자국을 1-7로 대패시켰는데도 불구하고, 브라질의 탈락을 조롱한 아르헨티나와 다르게 패한 개최국에 존중을 표한 독일을 지지했다. 대부분의 브라질인들은 브라질의 상징적인 홈구장에서 라이벌 국가가 우승하지 못한 것에 안도를 표했다.

## 주요 관객
개최국의 지우마 호세프 대통령은 제6회 브릭스 정상회담을 앞두고 브릭스 지도자들을 결승전에 초청하였다. 초청받은 지도자들 중에는 블라디미르 푸틴 차기 FIFA 월드컵 개최국인 러시아 대통령, 제이컵 주마 직전의 FIFA 월드컵 개최국인 남아프리카 공화국의 대통령이 있었다. 중화인민공화국의 시진핑 주석과 인도의 나렌드라 모디 수상은 이 경기를 관전하지 않았다. 이 경기를 관전한 정상으로는 오르반 빅토르 (헝가리), 알리 봉고 옹딤바 (가봉), 그리고 개스턴 브라운 (앤티가 바부다) 가 있었고, 가디언지는 이들이 관전하는 것을 "특이하고 엉뚱한 일"이라고 꼬집었다. 호세프는 시상식에서 손수 우승 트로피를 독일 선수들에게 전달했다.
독일의 요아힘 가우크 대통령과 앙겔라 메르켈 총리는 결승전을 참관했다. 메르켈 총리는 이미 사우바도르에서 독일이 포르투갈을 4-0으로 짓밟는 것을 목격했다. 반면 아르헨티나의 크리스티나 페르난데스 데 키르치네르 대통령은 손자의 생일과 인신후두염이 겹쳐 불참했다.
러시아의 희극인 비탈리 즈도로베트스키는 "천부적인 장난꾸러기"라는 글은 몸통에 쓰고 경기장에 난입해 독일의 베네딕트 회베데스를 뽀뽀하려 했다. 브라질 당국은 그를 체포했지만, 그는 경기 몇시간 후 풀려났다.
다수의 유명 인사들이 결승전을 관전했는데, 이들 중에는 리한나, 믹 재거, 데이비드 베컴, 파비오 칸나바로, 로타어 마테우스, 다니엘 파사레야, 애슈턴 쿠처, 대니얼 크레이그, 톰 브래디, 르브론 제임스, 그리고 펠레가 있었다.

## 폐막식
대회 폐막식이 결승전을 앞두고 100분 전에 진행되었다. 폐막식은 2막으로 나뉘었고, 20분동안 진행되었다. 1막에서는 22명이 삼바 춤을 추었고, 32명으로 구성된 사람들은 32개 참가국의 국기 색에 맞추어 나왔다. 2막은 콜롬비아 가수 샤키라 외에 저명한 가수들인 카를리뉴스 브론, 와이클리프 장, 알렉상드르 피레스, 이베치 상갈루, 그리고 기타 연주가 카를로스 산타나가 공연했다.
브라질의 슈퍼모델 지젤 번천과 스페인의 2010년 우승 주역인 카를레스 푸욜이 FIFA 월드컵 트로피를 가지고 등장했다.

## 같이 보기
- 독일-아르헨티나 축구 경쟁
- 정치와 스포츠